# Fremont County (Colorado)
Fremont County je okres ve státě Colorado v USA. K roku 2010 zde žilo 46 824 obyvatel. Správním městem okresu je Cañon City. Celková rozloha okresu činí 3 973 km². Byl pojmenován podle Johna C. Frémonta.